# Воля (Нижегородская область)
Во́ля — деревня в Княгининском районе Нижегородской области. Входит в состав Ананьевского сельсовета.

## География
Деревня находится на расстоянии приблизительно 16 км по прямой на восток от города Княгинино, административного центра района.

## Население
| 2002 | 2010 |
| ---- | ---- |
| 3    | ↘2   |

Постоянное население составляло 3 человека (русские 100%) в 2002 году, 2 человека в 2010 году.